# 74824 Тартер
74824 Тартер (74824 Tarter) — астероїд головного поясу, відкритий 12 жовтня 1999 року.
Тіссеранів параметр щодо Юпітера — 3,514.